# Parravicino
Parravicino (Pravesin in dialetto brianzolo, AFI: [praveˈzĩː]) è una frazione geografica del comune italiano di Erba posta oltre il Lambro ad ovest del centro abitato, verso Albavilla.

## Storia
Parravicino fu un antico comune del Milanese.
Registrato agli atti del 1751 insieme alle cascine di Pomerio e Caseglio come un villaggio di 185 abitanti incluso nella Pieve di Incino, nel 1786 entrò per un quinquennio a far parte della Provincia di Como, per poi cambiare continuamente i riferimenti amministrativi nel 1791, nel 1797 e nel 1798, quando contava 361 residenti.
Portato definitivamente sotto Como nel 1801, alla proclamazione del Regno d'Italia nel 1805 risultava avere 391 abitanti. Nel 1809 il municipio fu soppresso su risultanza di un regio decreto di Napoleone che lo unì a Carcano, ma il Comune di Parravicino fu restaurato nel 1816 dagli austriaci dopo il loro ritorno. Nel 1853 risultò essere popolato da 385 anime, salite a 501 nel 1871. Il censimento del 1921 registrò 510 residenti, ma nel 1928 il regime fascista decise la definitiva soppressione del municipio aggregandolo ad Erba.